# Trigonostemon polyanthus
Trigonostemon polyanthus är en törelväxtart som beskrevs av Elmer Drew Merrill. Trigonostemon polyanthus ingår i släktet Trigonostemon och familjen törelväxter.

## Underarter
Arten delas in i följande underarter:
- T. p. calcicola
- T. p. lychnos
- T. p. polyanthus